# Espacio T1
| Axiomas de separación en espacios topológicos |
| --------------------------------------------- |
| T0                                            |
| T1                                            |
| T2                                            |
| T2½                                           |
| completamente T2                              |
| T3                                            |
| T3½                                           |
| T4                                            |
| T5                                            |
| T6                                            |

En topología un espacio T1 o de Fréchet es un caso particular de espacio topológico.

## Definición
Un espacio topológico {\displaystyle E} es {\displaystyle T_{1}} si para cada pareja de elementos distintos {\displaystyle x}, {\displaystyle y} de {\displaystyle E} existe un abierto que contiene a {\displaystyle x} y no a {\displaystyle y}. Esto claramente implica que también existe un abierto que contiene a {\displaystyle y} y no a {\displaystyle x}, ya que también se cumple para la pareja {\displaystyle y}, {\displaystyle x}. Por tanto, también se suele definir como un espacio topológico tal que para cada pareja de elementos distintos {\displaystyle x} e {\displaystyle y} de {\displaystyle E} existe un abierto que contiene a {\displaystyle x} y no a {\displaystyle y} y también existe un abierto que contiene a {\displaystyle y} y no a {\displaystyle x}
Notar que no es necesario que estos dos abiertos sean disjuntos (si esto ocurriera para todo {\displaystyle x} e {\displaystyle y}, sería un espacio de Hausdorff o {\displaystyle T_{2}}).

## Propiedades
Sea {\displaystyle X} un espacio topológico. Son equivalentes:
- {\displaystyle X} es un espacio  {\displaystyle T_{1}}.
- {\displaystyle X} es un espacio {\displaystyle T_{0}} y un espacio {\displaystyle R_{0}}.
- Para cada {\displaystyle x} de {\displaystyle X}, {\displaystyle \{x\}} es cerrado.
- Todo conjunto de un único punto es la intersección de sus entornos.
- Todo subconjunto de {\displaystyle X} es la intersección de sus entornos.
- Todo suconjunto finito de {\displaystyle X} es cerrado.
- Todo subconjunto cofinito de {\displaystyle X} es abierto.
- El ultrafiltro principal de {\displaystyle x} converge solamente a {\displaystyle x}.
- Para cada punto {\displaystyle x} de {\displaystyle X} y todo subcojunto {\displaystyle S} de {\displaystyle X}, {\displaystyle x} es un punto límite de {\displaystyle S} si y solo sí es un punto de acumulación de {\displaystyle S}.

La propiedad de ser T1 es hereditaria, es decir, los subespacios de un T1 es también T1.

## Nota y casos
- Sea (ℕ, T) donde Tx = {A ⊂ ℕ; x ∈ A y ℕ - A es finito}. Entonces  T es una estructura topológica sobre ℕ, llamada estructura topológica cofinita que es T1 pero no T2.[2]

- Cualquier espacio T1 finito es un espacio topológico discreto.[3]

- Sea {\displaystyle X=\{a,b,c\}} con la topología formada por los subconjuntos de {\displaystyle X} siguientes: {\displaystyle \emptyset }, {\displaystyle \{b\}}, {\displaystyle \{a,b\}}, {\displaystyle \{b,c\}}, {\displaystyle X}. No es T1 ya que {\displaystyle \{b\}} no es cerrado.[4]

### Teorema
Un espacio topológico es T1 si y solo si cada punto es un conjunto cerrado.

## Ejemplos
- La topología cofinita sobre un conjunto infinito es T1 pero no T2.[6]
- El espacio topológico de Sierpinski es T0 pero no es T1.[7]